# ژونگ ویپینگ
ژونگ ویپینگ (انگلیسی: Zhong Weiping؛ زادهٔ ۲۳ اکتبر ۱۹۸۱) شمشیرباز زن اهل چین بود. وی در بازی‌های المپیک تابستانی ۲۰۰۴ و ۲۰۰۸ شرکت کرده‌است.